# Elizabeth Barlow Rogers
Elizabeth Barlow Rogers (* 1936 in San Antonio, Texas) ist eine US-amerikanische Landschaftsdesignerin, Gartendenkmalpflegerin und Autorin. Bekannt geworden ist sie für die von ihr geleitete Revitalisierung des Central Parks in New York City. Nach der Tätigkeit als Administratorin des Central Parks wurde Rogers die erste Präsidentin der Central Park Conservancy, einer privaten Non-Profit-Organisation, die sie 1980 mitgründete, um die Unterstützung der Bürger für die Restaurierung und erneuerte Verwaltung des Central Parks zu gewinnen.

## Leben
Rogers wurde Tochter von C. L. und Elizabeth Browning geboren. Sie wuchs mit zwei Brüdern in Alamo Heights auf. Als Absolventin des Wellesley College, wo sie Kunstgeschichte studierte, erhielt sie später einen Master in Stadtplanung von der Yale University. 1964 zog sie dauerhaft nach New York City.
1979 wurde Rogers vom damaligen Bürgermeister Ed Koch zu Administratorin des Central Parks ernannt. Zu dieser Zeit war der ca. 340 ha große öffentliche Raum mit Müll übersät und lange vernachlässigt, da praktisch keine Mittel für die Verbesserung bereitgestellt wurden. In Zusammenarbeit mit dem damaligen NYC Parks Commissioner Gordon J. Davis entwarf Rogers einen Masterplan, um den von Frederick Law Olmsted und Calvert Vaux entworfenen Greensward Plan wiederherzustellen, und zugleich den öffentlichen Zweck einer Grünanlage sowie rein praktische Überlegungen zu integrieren. Rogers’ Ziel war „the renewal of the physical beauty of the park as originally envisioned by Frederick Law Olmsted and Calvert Vaux, yet integrated with contemporary social and recreational uses“.
Rogers rekrutierte Freunde und Freiwillige, die ihr bei der Rückgewinnung einzelner Abschnitte des Parks halfen. Eine dieser Kolleginnen war Lynden Miller. Im Jahr 1982 bat Rogers Miller, den Conservatory Garden, die einzige etwa 24.000 m2 formale Gartenanlage des Central Parks, in Angriff zu nehmen.
1980 initiierte sie die Central Park Conservancy, die die erste öffentlich-private Partnerschaft für einen Park in den Vereinigten Staaten war und die zunächst in Eigenleistung den verwahrlosten Park pflegte und sich seitdem Spenden von Privatleuten und Unternehmen finanziert. Rogers leitete die Conservancy als Präsidentin bis 1996, als sie das Cityscape Institute gründete. Im Jahr 2002 initiierte sie einen Studiengang für Gartengeschichte und Landschaftsstudien am Bard Graduate Center.
2005 gründete sie die Foundation for Landscape Studies, deren Präsidentin sie seitdem ist. Aufgabe der Foundation ist es, ein aktives Verständnis für die Bedeutung des Ortes im menschlichen Leben zu fördern, indem sie landschaftsgeschichtliche Forschungen unterstützt, eine Zeitschrift herausgibt und mit anderen Organisationen und Institutionen an landschaftsbezogenen Projekten zusammenarbeitet.
Rogers ist in zweiter Ehe mit Theodore C. Rogers verheiratet. Das Ehepaar betreibt zusammen als Eigentümer die C. L. Browning Ranch im Texas Hill Country, um die besondere Landschaft und Ökologie, die das Edwards Plateau aufweist, zu bewahren.

## Auszeichnungen (Auswahl)
- Mitglied des Boards von The Battery Conservancy[10]
- Mitglied des Boards der Library of American Landscape History[10]
- Ehrenmitglied der American Society of Landscape Architects, von der sie 2005 die LaGasse Medal erhielt.[11]
- 1973 John-Burroughs-Medaille für The Forests and Wetlands of New York City[12]
- 2005 Mitglied der American Academy of Arts and Sciences[13]
- 2010 Verleihung des DeWitt Clinton Award des Green-Wood Historic Fund[14]
- 2010 Verleihung der Jane Jacobs Medal für das Lebenswerk durch die Rockefeller Foundation[15]
- 2012 Verleihung des Henry Hope Reed Award der School of Architecture der University of Notre Dame[16]
- 2016 erhielt sie die selten vergebene Gold Medal des New York Botanical Garden[17]
- Eine Bronzetafel an einem Felsblock am Hang oberhalb des Diana Ross Playgrounds ehrt ihre Verdienste um den Central Park.[18]

## Veröffentlichungen (Auswahl)
- The forests and wetlands of New York City. Little, Brown and Company, New York City 1971.
- Frederick Law Olmsted’s New York. Praeger/Whitney Museum, New York City 1972.
- mit Jason Epstein: East Hampton: A History and Guide. Medway Press, 1976, ISBN 978-0-915458-00-4.
- Rebuilding Central Park: A Management and Restoration Plan. MIT Press, Cambridge, MA 1987, ISBN 978-0-262-18127-3.
- Landscape Design: A Cultural and Architectural History. Harry N. Abrams, New York City 2001, ISBN 978-0-8109-4253-0., das als Rogers’ Hauptwerk gilt
- mit Elizabeth S. Eustis und John Bidwell: Romantic Gardens: Nature, Art, and Landscape Design. David R. Godine, Boston, MA 2010, ISBN 978-1-56792-404-6.
- Writing the Garden: A Literary Conversation Across Two Centuries. David R. Godine, Boston, MA 2011, ISBN 978-1-56792-440-4.
- Learning Las Vegas: Portrait of a Northern New Mexican Place. Museum of New Mexico Press, Santa Fe, NM 2013, ISBN 978-0-89013-578-5.
- Green Metropolis: The Extraordinary Landscapes of New York City as Nature, History, and Design. Knopf, New York City 2016, ISBN 978-1-101-87553-7.
- Saving Central Park: A History and A Memoir. Knopf, New York City 2018, ISBN 978-1-5247-3355-1.